# Anthony Byrne
Anthony „Tony“ Byrne (* 6. Juli 1930 in Drogheda; † 27. April 2013 in Edmonton, Kanada) war ein irischer Boxer.

## Biografie
Anthony Byrne wuchs in ärmeren Verhältnissen auf und interessierte sich bereits in jungen Jahren für den Boxsport. Seine Mutter versorgte die achtköpfige Familie alleine mit ihrem geringen Einkommen, das sie durch das Putzen einer Kirche erhielt. Wegen dieser finanziellen Nöte hatte Byrne in seinem Jugendalter auch keine Boxstiefel, sondern kämpfte ausschließlich in Socken und erhielt so seinen Spitznamen „Socks“. 
Byrne wurde für die Olympischen Sommerspiele 1956 in Melbourne nominiert. Seine Teilnahme war jedoch fraglich, da die Athleten zu dieser Zeit ihre Anreise zu den Olympischen Spielen aus eigener Hand bezahlen mussten. Byrne, der zu dieser Zeit als Bäcker arbeitete und die Einwohner mit einem Pferdewagen belieferte, hatte nicht die finanziellen Mittel für die Reise. Durch eine Spendenaktion unter dem Namen „Send Byrne to Melbourne“ kamen 653 Irische Pfund von lokalen Unternehmen in seinem Heimatort Drogheda zusammen, wodurch seine Olympiateilnahme gesichert war. Bei der Eröffnungsfeier war er Fahnenträger der irischen Delegation. Im Leichtgewicht konnte er mit Siegen über den Tschechoslowaken Josef Chovanec und den US-Amerikaner Louis Molina ins Halbfinale einziehen. Dort unterlag er dem Deutschen Harry Kurschat und gewann somit die Bronzemedaille. Byrnes bester Kampf fand jedoch einige Wochen nach den Olympischen Spielen statt, als er im Januar 1957 den Goldmedaillengewinner von Melbourne Richard McTaggart besiegte. Byrne wurde nie Profiboxer und gewann während seiner Karriere 201 von seinen 208 Amateurkämpfen. 1962 wanderte Byrne mit seiner Familie nach Kanada aus und ließ sich in Edmonton nieder, wo er in einer örtlichen Fleischverpackungsanlage und später in einer städtischen Wartungsmannschaft arbeitete. Auch seine Kinder begannen mit dem Boxen und wurden von ihm im North Edmonton Boxing Club trainiert.
Byrne starb 2013 im Alter von 82 Jahren in Edmonton.